# Piero Scotti
Piero Scotti (* 11. November 1909 in Florenz; † 14. Februar 1976) war ein italienischer Autorennfahrer.

## Karriere
Piero Scotti war ein italienischer Geschäftsmann, der in den 1950er-Jahren Sportwagenrennen mit Fahrzeugen der Marke Ferrari fuhr. 1951 wurde er Dritter bei der Mille Miglia und steuerte mit Giuseppe Farina als Teamkollegen einen Werks-Ferrari zum Sieg beim 12-Stunden-Rennen von Casablanca 1953
1956, nachdem er die letzten Jahre bei nationalen Sportwagenrennen am Start gewesen war, fuhr er seinen ersten und einzigen Formel-1-Grand-Prix. Er kaufte sich einen Connaught Type B, um damit beim Großen Preis von Belgien zu fahren. Ergebnis: Ausfall nach Problemen mit dem Öldruck. Nach dem Rennen gab er den Wagen zurück und beendete seine Rennkarriere.

## Statistik

### Statistik in der Automobil-Weltmeisterschaft

#### Gesamtübersicht
| Saison | Team         | Chassis          | Motor       | Rennen | Siege | Zweiter | Dritter | Poles | schn. Rennrunden | Punkte | WM-Pos. |
| ------ | ------------ | ---------------- | ----------- | ------ | ----- | ------- | ------- | ----- | ---------------- | ------ | ------- |
| 1956   | Piero Scotti | Connaught Type B | Alta 2.5 L4 | 1      | −     | −       | −       | −     | −                | −      | NC      |
| Gesamt | Gesamt       | Gesamt           | Gesamt      | 1      | −     | −       | −       | −     | −                | −      |         |

#### Einzelergebnisse
| Saison | 1 | 2 | 3   | 4   | 5 | 6 | 7 | 8 |
| ------ | - | - | --- | --- | - | - | - | - |
| 1956   |   |   |     |     |   |   |   |   |
|        |   |   | DNF | DNA |   |   |   |   |

| Legende  | Legende            | Legende                                                          |
| Farbe    | Abkürzung          | Bedeutung                                                        |
| -------- | ------------------ | ---------------------------------------------------------------- |
| Gold     | –                  | Sieg                                                             |
| Silber   | –                  | 2. Platz                                                         |
| Bronze   | –                  | 3. Platz                                                         |
| Grün     | –                  | Platzierung in den Punkten                                       |
| Blau     | –                  | Klassifiziert außerhalb der Punkteränge                          |
| Violett  | DNF                | Rennen nicht beendet (did not finish)                            |
| Violett  | NC                 | nicht klassifiziert (not classified)                             |
| Rot      | DNQ                | nicht qualifiziert (did not qualify)                             |
| Rot      | DNPQ               | in Vorqualifikation gescheitert (did not pre-qualify)            |
| Schwarz  | DSQ                | disqualifiziert (disqualified)                                   |
| Weiß     | DNS                | nicht am Start (did not start)                                   |
| Weiß     | WD                 | zurückgezogen (withdrawn)                                        |
| Hellblau | PO                 | nur am Training teilgenommen (practiced only)                    |
| Hellblau | TD                 | Freitags-Testfahrer (test driver)                                |
| ohne     | DNP                | nicht am Training teilgenommen (did not practice)                |
| ohne     | INJ                | verletzt oder krank (injured)                                    |
| ohne     | EX                 | ausgeschlossen (excluded)                                        |
| ohne     | DNA                | nicht erschienen (did not arrive)                                |
| ohne     | C                  | Rennen abgesagt (cancelled)                                      |
| ohne     | keine WM-Teilnahme |                                                                  |
| sonstige | P/fett             | Pole-Position                                                    |
| sonstige | 1/2/3/4/5/6/7/8    | Punktplatzierung im Sprint-/Qualifikationsrennen                 |
| sonstige | SR/kursiv          | Schnellste Rennrunde                                             |
| sonstige | *                  | nicht im Ziel, aufgrund der zurückgelegten Distanz aber gewertet |
| sonstige | ()                 | Streichresultate                                                 |
| sonstige | unterstrichen      | Führender in der Gesamtwertung                                   |

### Einzelergebnisse in der Sportwagen-Weltmeisterschaft
| Saison | Team         | Rennwagen            | 1   | 2   | 3   | 4   | 5   | 6   | 7   |
| ------ | ------------ | -------------------- | --- | --- | --- | --- | --- | --- | --- |
| 1953   | Piero Scotti | Ferrari 250MM        | SEB | MIM | LEM | SPA | NÜR | RTT | CAP |
| 1953   | Piero Scotti | Ferrari 250MM        | DNF |     |     |     |     |     |     |
| 1954   | Piero Scotti | Ferrari 375MM        | BUA | SEB | MIM | LEM | RTT | CAP |     |
| 1954   | Piero Scotti | Ferrari 375MM        | DNF |     |     |     |     |     |     |
| 1955   | Piero Scotti | Ferrari 375MM        | BUA | SEB | MIM | LEM | RTT | TAR |     |
| 1955   | Piero Scotti | Ferrari 375MM        | DNF |     |     |     |     |     |     |
| 1957   |              | Mercedes-Benz 300 SL | BUA | SEB | MIM | NÜR | LEM | KRI | CAR |
| 1957   |              | Mercedes-Benz 300 SL | DNF |     |     |     |     |     |     |